# Peninsular Ranges

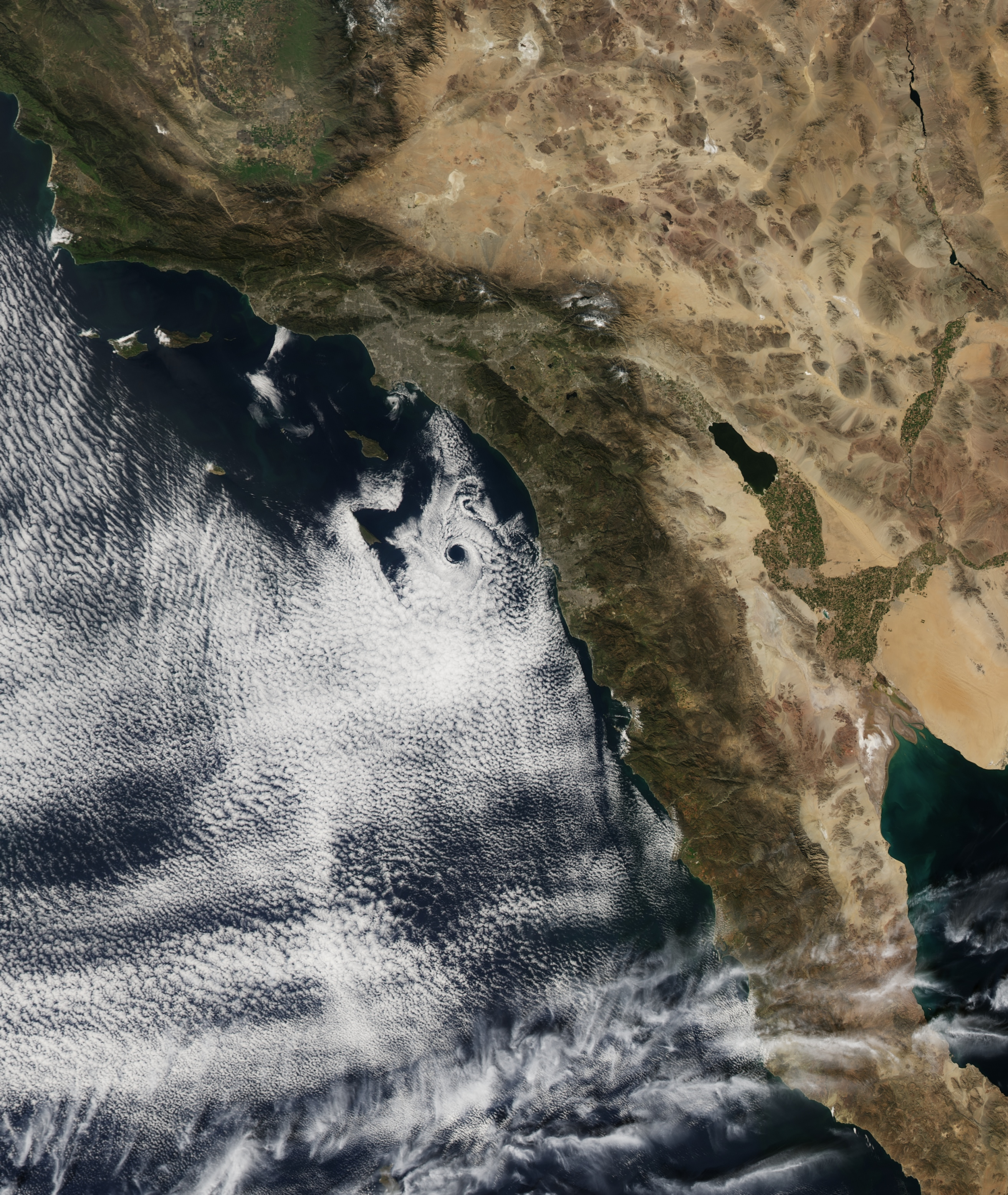
Parallel met de kust van Zuid-Californië en Noordwest-Mexico lopen de Peninsular Ranges.

De Peninsular Ranges zijn een groep bergketens die deel uitmaken van de Pacific Coast Ranges langs de Stille Oceaankust van Noord-Amerika. Na de Westelijke Sierra Madre vormen de Peninsular Ranges het meest zuidelijke deel van die langgerekte keten. De Peninsular Ranges omvatten meer bepaald de kleine gebergtes van Zuid-Californië tot in het uiterste zuiden van het schiereiland Baja California en zijn als dusdanig 1.500 km lang. In tegenstelling tot de Transverse Ranges ten noorden van de Peninsular Ranges, lopen deze hoofdzakelijk van noord naar zuid.
Het hoogste punt is de San Jacinto Peak (3.302 m) in de San Jacinto Mountains in Riverside County (Californië).

## Bergketens
De Peninsular Ranges omvatten de volgende heuvel- en bergketens:
| - Bernasconi Hills - Black Hills - Box Springs Mountains - Buena Vista Hills - Chino Hills - Coyote Mountains - Domenigoni Mountains - East Coyote Hills - Elsinore Mountains - Fletcher Hills - In-Ko-Pah Mountains - Jacumba Mountains - Jamul Mountains - Kalmia Hills - Laguna Mountains - Lakeview Mountains - Oat Hills - Palomar Mountain Range - Pedley Hills - Peralta Hills - Perris Block - Pine Hills - Rawson Mountains | - San Jacinto Mountains - San Joaquin Hills - San Marcos Mountains - San Ysidro Mountains - Santa Ana Mountains - Santa Margarita Mountains - Santa Rosa Hills - Santa Rosa Mountains - Sawtooth Mountains - Sheep Hills - Sierra de Juárez - Sierra de la Giganta - Sierra de la Laguna - Sierra de Los Cucapah - Sierra de San Francisco - Sierra de San Pedro Mártir - Sierran Arc - Temescal Mountains - Tierra Blanca Mountains - Tucalota Hills - Vallecito Mountains - West Coyote Hills |